# Burkhardtroda

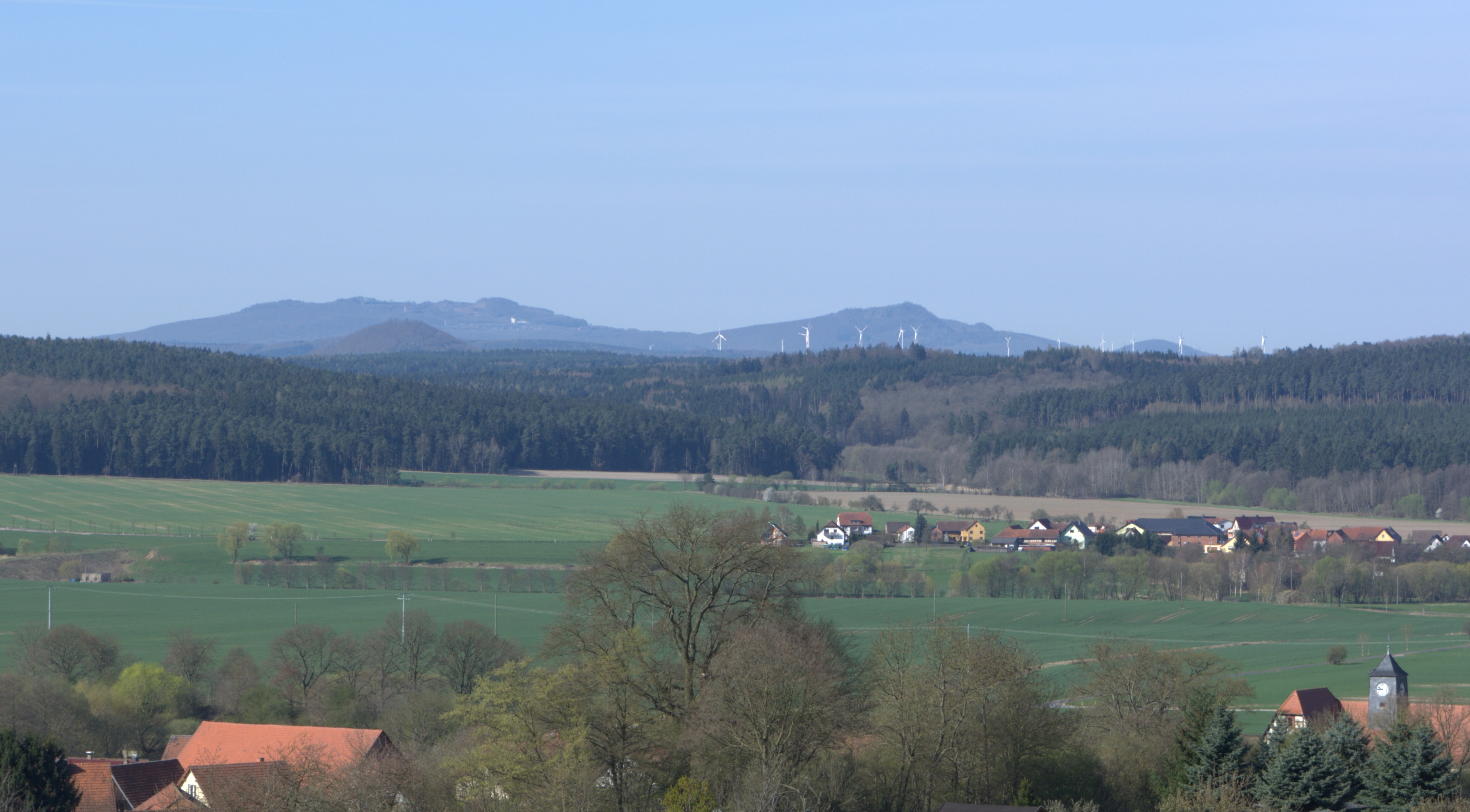
Blick über Burkhardtroda (im Vordergrund) und das Tal der Suhl zum Frauenseer Forst mit dem dominanten Krayenberg, dahinter Dietrichsberg und Öchsen in der Rhön

Burkhardtroda ist ein Ortsteil der Gemeinde Gerstungen im Wartburgkreis in Thüringen.

## Geographie
Burkhardtroda liegt im Naturpark Thüringer Wald, etwa drei Kilometer südöstlich von Marksuhl, in der Mitte des Wartburgkreises, Luftlinie etwa 14 km südöstlich von Gerstungen, 10 km südwestlich von Eisenach, 10 km westlich von Ruhla, 10 km nördlich von Bad Salzungen.
Nachbarorte sind Lindigshof, Marksuhl mit Meileshof, Eckardtshausen (alle Gemeinde Gerstungen), Wackenhof, Kupfersuhl und Ettenhausen a. d. Suhl (alle Gemeinde Bad Salzungen, Stadt).
Das Waldhufendorf liegt im Tal des Milmesbaches, der am Milmesberg auf 360 m ü. NN entspringt und noch im Ort in den Ballenrodaer Bach mündet. Letzter mündet orographisch rechts in die Suhl. 
Der Milmesbach wurde Ende der 1970er Jahre von der LPG Burkhardtroda durch eine Talsperre unterhalb des Mönchskopfs zu einem Speichersee gestaut. Der Kleinspeicher, seinerzeit im Wesentlichen im Besitz der Agrargenossenschaft Moorgrund eG, wurde auf Anordnung des TLUBN 2020 in zwei Schritten entleert. Grund war der schlechte bauliche Zustand wesentlicher Anlagenteile der Talsperre. Aus dem Thüringer Förderprogramm „Klima Invest“ erhielt die Gemeinde Gerstungen dann 2022 Fördermittel für eine Machbarkeitsstudie - Ziel ist den "Kleinspeicher Burkhardtroda" zu sanieren. Geplant ist der Schutz der Ortslage vor Starkregenereignissen und die Nutzung als Löschwasserreservoir. Zudem soll ein Rastplatz insbesondere auch für Radwanderer des nahegelegenen Werra-Suhltal-Radweges entstehen.
Die Gemarkung Burkhardtroda weist rund 250 ha Wald und 350 ha landwirtschaftliche Nutzfläche, vorwiegend Grünland, aber auch Ackerland, auf.
Die Gemarkungsgrenzen verlaufen im Norden etwa entlang des Sallmannshäuser Rennsteigs über den Milmesberg, im Osten etwa entlang einer Linie Waldhaus bis nördlich von Kupfersuhl, im Süden entlang einer Linie nördlich des Rehbachs bei Ettenhausen bis zur Suhl und entlang dieser über den Lindigshof hinaus, im Westen etwa entlang einer Linie vorbei am Meileshof und entlang des Hahngrunds bis zum Sallmannshäuser Rennsteig.
Der höchste Punkt der Gemarkung befindet sich am Sallmannshäuser Rennsteig auf etwa 425 m ü. NN, der tiefste Punkt an der Suhl auf etwa 250 m ü. NN. Berge in der Gemarkung sind der Mönchskopf (356 m ü. NN), der Hutweidekopf (400 m ü. NN), der Blaue Berg (405 m ü. NN) und der Sandberg (347 m ü. NN). Die Kuppe des Milmesberges (461 m ü. NN) liegt bereits in der Gemarkung Eckardtshausen.

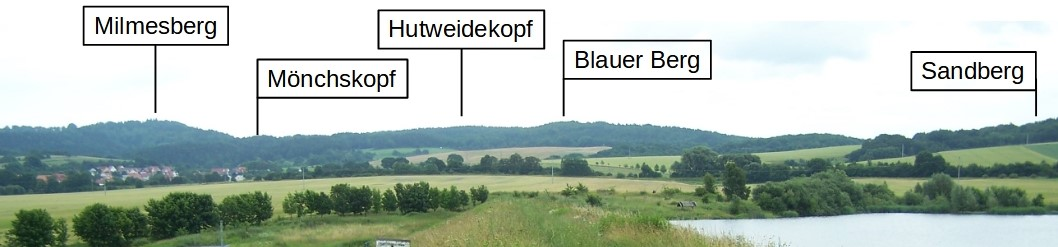
Blick von der Talsperre Ettenhausen nach Nordosten

Naturräumlich liegt die Gemarkung teils im Salzunger Werrabergland bzw. Bad Salzunger Buntsandsteinland (Milmesberg, Tal der Suhl), teils im Thüringer Wald bzw. dessen Zechsteingürtel (Blauer Berg).

## Ortsname
Burkhardtroda ist ein für Thüringen typischer Rodungsname auf -roda, mit einem Personennamen als Bestimmungswort. Rodungsnahmen auf -rod/-rode erscheinen seit dem 8. Jh., sind in der Region aber erst im 12./13. Jahrhundert besonders produktiv. Der Ort ist wahrscheinlich deutlich jünger als die umliegenden -suhl- und -hausen-Orte. Die Wandlung von -rode auf -roda ist das Ergebnis des Einflusses der meißnisch/obersächsischen Kanzleisprache und der Entwicklung des Standarddeutschen ab dem 17. Jh.
Die erste Erwähnung findet der Ort nach dem Urkundenbuch des Klosters Frauensee (1202–1540) mit Burghartrode. In einer auf 1239 datierten Urkunde schenkt Heinricus advocatus de Salczungen, für das Seelenheil seines verstorbenen Bruders Reynhard, den oberen Teil des Dorfes namens Burghartrode an das Kloster Frauensee (monasterium in lacu). Weitere Nennungen derselben Quelle sind Burgkhardrode (1422), Borghartrode (1441), Bogkartrode (1443), Burckartrod (1488), Borgkhartenrode (1509); Borgkerthrode (1522), Burckharthenrodde (1527) Burckhartenrodde (1529), Burgkarterode (1536). Die älteste Urkunde dieser Quelle (1202) berichtet über den Rückkauf der Vogtei über das hersfeldische Tochterkloster durch den Landgraf von Thüringen, Hermann I. von Berthold von Salzungen. Die Vogtei der Landgrafen bestand höchstwahrscheinlich bereits zur Zeit Ludwigs III.
1306 verkauft Landgraf Albrecht mit Zustimmung des Abts des Reichsklosters Fulda das Dorf Marksuhl mit dem Gut Burkhardtroda an Ludwig von Frankenstein. Der lateinische Text der Verkaufsurkunde lautet:„Venerabili in Christum Patri et Domino Abbati ecclesie Fuldensis. Albertus DEI gratia Lantgrauius Thuringie et Saxonie Palatinus cum fincerus affectu paratam voluntatem. Vestre reuerentie villam Marksula ac idaginem dictum Barcardrode cum omni vtilitate prouentu et honore secundum quod a Vobis hactenus tenuimus in feudo resignamus literas per presentes et renuntiamus omni iure, quod nobis competit in bonis ante dictis, rogantes, quatenus bona prenominata nobile viro Ludeuico de Frankenstein, cui ipsa rite ac rationabiliter vendidimus, conferatis. .. Datum Wartperg in die Fabiani et Sebastiani martyrum, anno domini MCCCVI.“
Die Formulierung idaginem (Gut, Hof, Land, Flur) deutet darauf hin, dass der Ort selbst zu dieser Zeit wüst war.

## Geschichte

### Mittelalter
Im 6. Jahrhundert war die Gegend um Burkhardtroda wahrscheinlich vollständig bewaldet, kaum bis nicht besiedelt und gehörte sicherlich zum Herrschaftsbereich des Thüringer Königreichs. Dessen Siedlungszentren lagen in fruchtbaren Gefilden, unter anderem im Thüringer Becken mit seinen fruchtbaren Schwarzerdeböden und verhältnismäßig warm-trockem Klima. Dies ermöglichte die Versorgung nichtbäuerlicher Eliten (Handwerker, vor allem aber Krieger). Die Verortung des Thüringer Königreichs basiert unter anderem auf der Beschreibung der Schlacht zwischen den Merowingern und den Thüringern durch Gregor von Tours, die 531 ad Onestrudem fluvium, also an der Unstrut stattgefunden haben soll. Ab diesem Zeitpunkt wird Thüringen zum Merowingerreich gerechnet, die Thüringer mussten an dieses Steuern (Tribut) entrichten. Die kulturelle und machtpolitische Durchdringung Thüringens von Westen her verstärkte sich unter den Karolingern ab dem 8. Jahrhundert, welche mit der Missionierung durch angelsächsische Mönche einherging (Willibrord und insbesondere Bonifatius). Die Mönche gründeten Klöster im Schutze merowingisch/karolingischer Burgen (Fulda 744, Hersfeld 769) entlang der Buchonia (Fulda-Werra-Bergland, Rhön), der Grenzzone zu Thüringen. Durch Schenkungen der Könige und der Eliten (dem Adel) verfügten diese Klöster bald über riesigen Landbesitz in Thüringen, der verwaltet, planmäßig entwickelt, besiedelt und kultiviert wurde. Dies geschah in den folgenden Jahrhunderten vorrangig entlang der Flussniederungen, so auch der Werra und der Suhl. Bereits 744 soll Karlmann sein Eigengut Gerstunge (Gerstungen) dem Kloster Fulda überlassen haben. Die Erschließung von Ackerland geschah durch Vergabe von Lehen und Gründung von Tochterklöstern. Hinzutreten konnten Bergbau und Verhüttung von zugänglichen Erzlagern.
786 schenkt der König des Frankenreiches Karl der Reichsabtei Hersfeld die Villa Dorndorf – Grundlage der Übereignung eines größeren Wildbanns 1016 dadurch den römisch-deutschen Kaiser Heinrich II. Zum Schutz seiner Besitzungen ließ das Reichskloster hier Burgen (Krayenburg) errichten und besetzte diese mit Burgmannen, die zum Dienstadel werden konnten und Lehen aber auch Allodialbesitz über Burgen, Land und Leute innehatten. Da die Suhl die nördliche Grenze des hersfeldischen Wildbanns darstellte, lag das Rodungsgebiet Burkhardtrodas jedoch bereits im Wildbann des Klosters Fulda in der Mark Lupnitz. Das gesamte mittlere Werragebiet gehörte zu einer Region die als Westergau bezeichnet wurde.
Im späten Mittelalter waren im Suhltal und den angrenzenden Gebieten, das Reichskloster Hersfeld, das Reichskloster Fulda und das Erzstift Mainz oberste Lehensherren, gefolgt von den Frankensteinern, deren Stammsitz die Burg Frankenstein über Salzungen war, und den Landgrafen von Thüringen, die Afterlehen, vornehmlich an den Ritterstand vergaben. Vererbung, Verkauf und Tausch oder der Rückfall von Lehen und Afterlehen war häufig der Fall und ist heute kaum vollständig nachvollziehbar.
Das Eisenacher Dominikanerkloster besaß Wald bei Burkhardtroda, wohl der Mönchskopf genannte Berg.
Die Frankensteiner jedenfalls verarmten im Zuge kriegerischer Auseinandersetzungen erst mit den Äbten des Reichsklosters Fulda und dann mit dem römisch-deutschen König Adolf von Nassau, an der Seite der Brüder Friedrich I. und Dietrich I. Sie treten nach und nach Besitz und Lehnsrechte ab, insbesondere die Krayenburg. 1317 verkaufen sie Eckardtshausen (Ockershusen) und Marksuhl (Sula) an Heinrich von Fulda, 1330 Kupfersuhl (mit Wackenhusen) und Möhra an die Henneberger. 1407 erwirbt Landgraf Friedrich IV. die Krayenburg samt umliegender Dörfer.

### Frühe Neuzeit

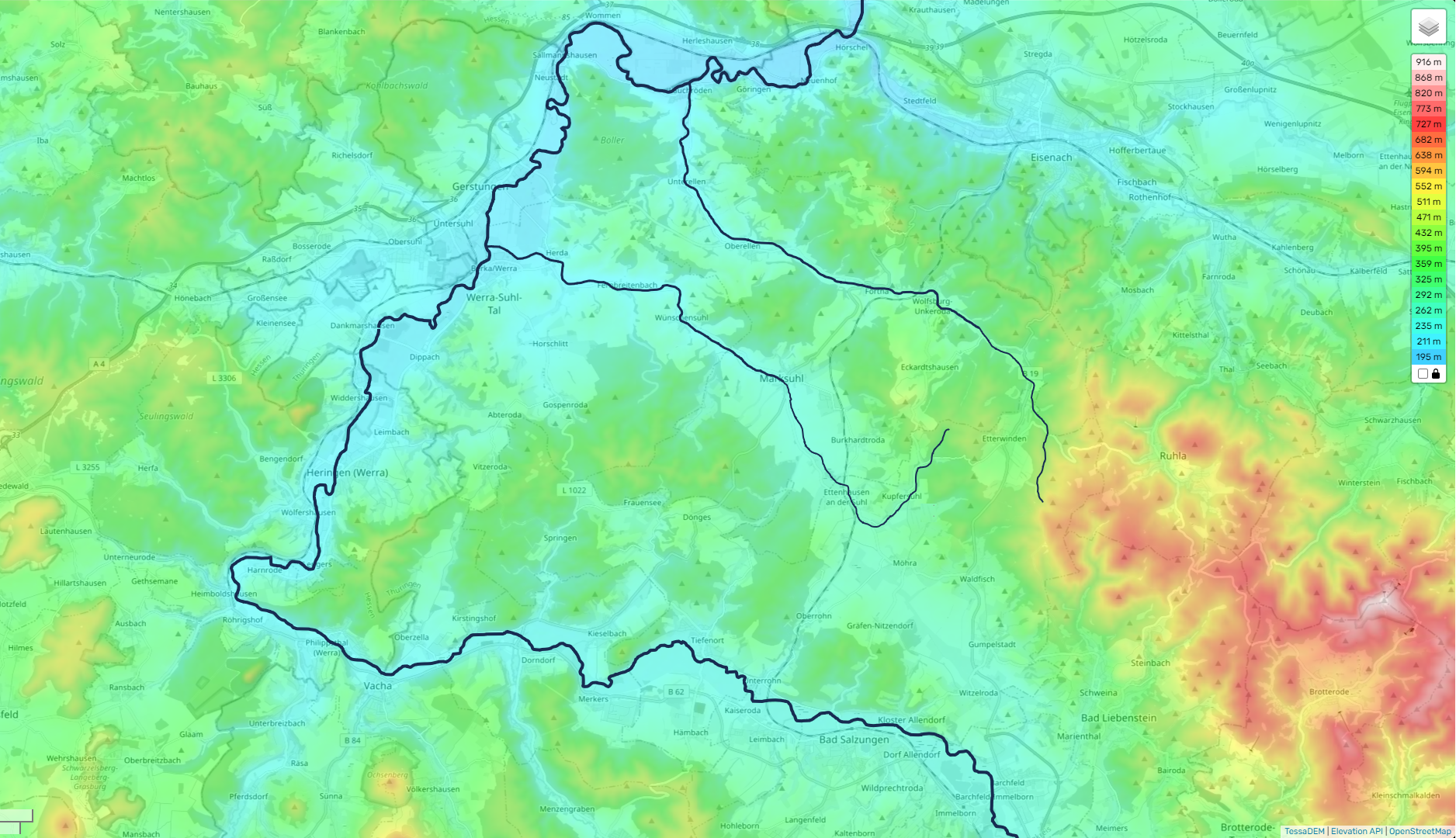
Werraknie mit den rechten Nebenflüssen Suhl und Elte

Anfang des 16. Jahrhunderts ist der größte Teil des Werradreiecks in der Hand der Kurfürsten von Sachsen, als Erben dieses Teils der Landgrafschaft Thüringen (Leipziger Teilung), abgesehen von einem Gebiet um das sekulärisierte Kloster Frauensee zwischen Werra und dem Lindigshof, das 1525 in den Besitz der Landgrafen von Hessen kam. 1539 kommt es zu Irrungen des Landgrafen mit Kurfürst Johann Friedrich wegen Misshandlung eines Juden zu Berka durch kursächsische Bauern aus Burkhardtroda.

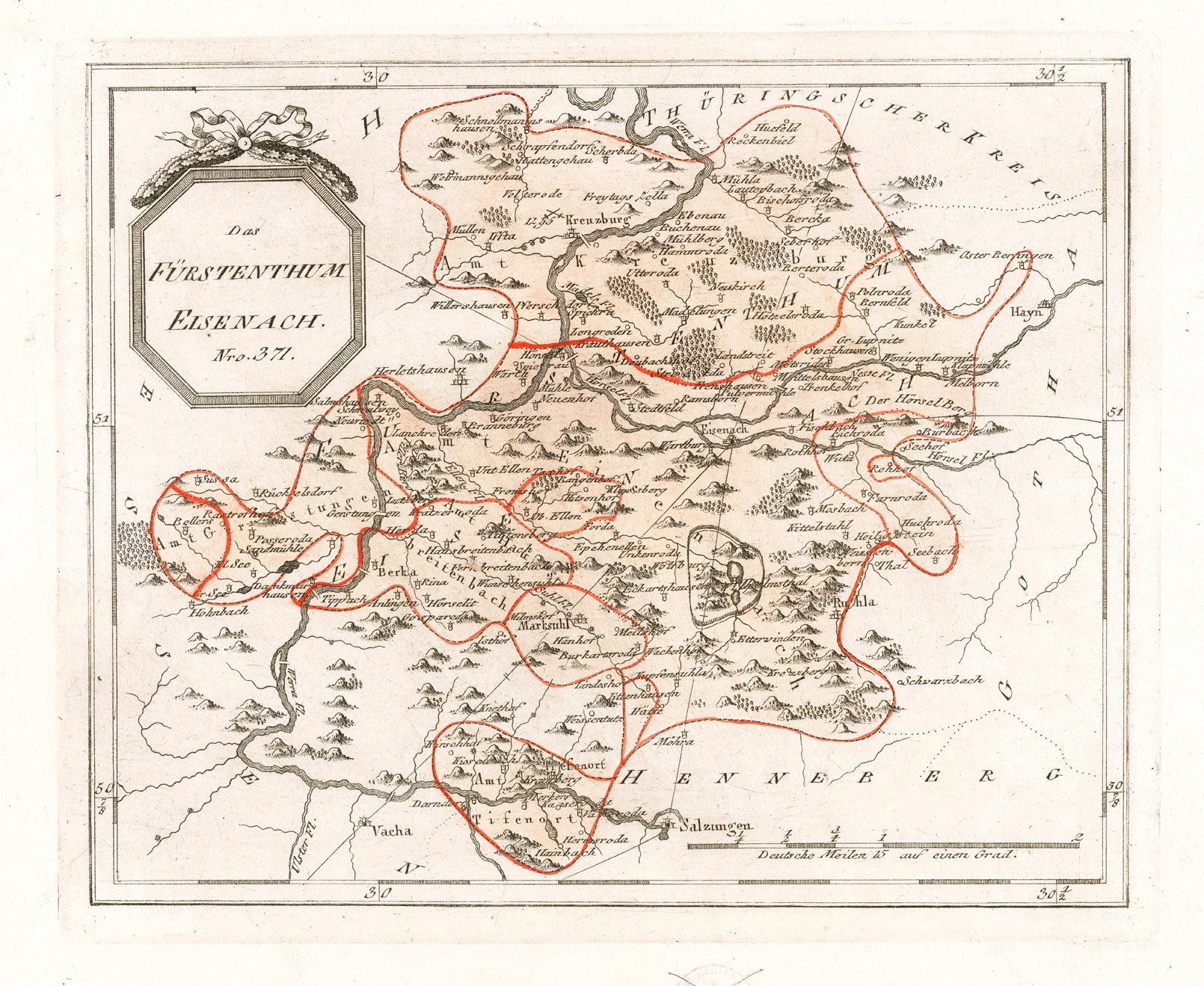
Fürstentum Eisenach (um 1720)

Der Kurfürst und Herzog von Sachsen Johann Friedrich I. verlor 1547/48 die Kurwürde und fast sämtliche Gebiete östlich der Weißen Elster. Das verbliebene Herzogtum wurde 1572 zum ersten Mal geteilt (Erfurter Teilung). Burkhardtroda gehörte bei allen folgenden Teilungen und Vereinigungen zum Fürstentum Sachsen-Eisenach oder (Groß)-Herzogtum Sachsen-Weimar-Eisenach und hier zum Gericht Marksuhl im Amt Wartburg/Eisenach (zeitweise im Amt Krayenburg/Tiefenort).
Burkhardtroda war vom Dreißigjährigen Krieg betroffen: „Nach einem Berichte vom December 1639 und Januar 1640 waren von 38 Häusern nur noch 18 bewohnt, 20 vollständig verwüstet, von 30 Männern noch 12 am Leben, von 400 Acker Land nur 30 bestellt. Viehbestand: von 38 Pferden noch 2, von 70 Stück Rindvieh noch 2, von 450 Schafen und 90 Schweinen garnichtsmehr vorhanden.“

### Jüngere Neuzeit
1879 hat Burkhardtroda eine Kirche, eine Schule (Filiale von Ettenhausen) und mit dem dazugehörenden Gut Ballenroda 43 Wohnhäuser und 237 Bewohner. Viehbestand: 165 Rinder, 385 Schafe, 73 Schweine, 11 Ziegen.
Nach dem Ersten Weltkrieg geht Sachsen-Weimar-Eisenach 1920 im Land Thüringen auf. Burkhardtroda liegt im Landkreis Eisenach.
Nach dem Zweiten Weltkrieg liegt Burkhardtroda in der Sowjetischen Besatzungszone. Nach der Gründung der DDR 1949 und der Gebietsreform 1952 im Kreis Eisenach, Bezirk Erfurt. Seit der Wiedergründung Thüringens 1990 liegt Burkhardtroda im Wartburgkreis.
Der Ort gehörte vom 8. März 1994 bis 6. Juli 2018 zur Gemeinde Marksuhl, seither gehört er zur Gemeinde Gerstungen.

## Sehenswürdigkeiten
- Kirche St. Annen, Fachwerkkirche aus dem 18. Jahrhundert
- Das älteste noch bestehende und genutzte Wohnhaus ist ein Fachwerkhaus aus dem Jahr 1606.